# Euxoa elata
Euxoa elata är en fjärilsart som beskrevs av Smith 1898. Euxoa elata ingår i släktet Euxoa och familjen nattflyn. Inga underarter finns listade i Catalogue of Life.